# Lelio Falconieri

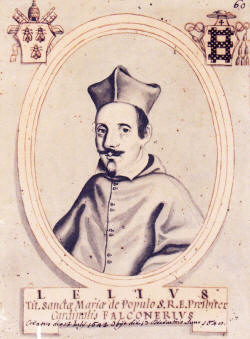
Lelius Cardinalis Falconieri (Stich von 1643)

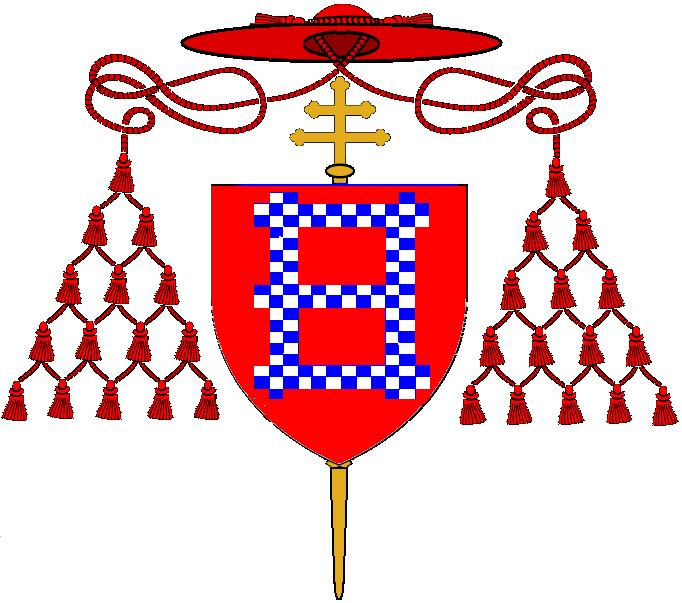
Kardinalswappen Falconieris

Lelio Falconieri (* 1585 in Florenz; † 14. Dezember 1648 in Viterbo) war ein Kurienkardinal der Römischen Kirche.

## Leben
Er war das zehnte von dreizehn Kindern des Paolo Falconieri und dessen zweiter Frau Maddalena degli Albizzi. Sein Studium der Rechtswissenschaften an der Universität Perugia schloss er mit der Promotion zum Dr. iur. ab. Danach ging er nach Rom und begann seine Laufbahn als Advokat an der Kurie. Unter Papst Paul V. wurde er Päpstlicher Hausprälat. Unter Papst Urban VIII. setzte er seine Laufbahn an der Kurie fort.
Sein älterer Bruder Orazio kaufte 1628 die Villa Rufina in Frascati als spätere Grablege für beide und ließ sie dafür durch Francesco Borromini u. a. renovieren.
Am 4. Dezember 1634 wurde er zum Titularerzbischof von Thebae ernannt. Die Bischofsweihe spendete ihm am 10. Dezember 1634 Kardinal Giulio Cesare Sacchetti; Mitkonsekratoren waren Nicola Sacchetti, Bischof von Volterra, und Ludovico Serristori, Bischof von Cortona. Von 1635 bis 1637 war Lelio Falconieri Nuntius in Flandern. Wegen einer schweren Krankheit musste er nach Rom zurückkehren, wo er 1642 Sekretär der Kongregation für die Bischöfe und Regularen wurde.
Papst Urban VIII. erhob ihn im Konsistorium vom 13. Juli 1643 zum Kardinal und verlieh ihm am 31. August 1643 als Kardinalpriester die Titelkirche Santa Maria del Popolo. Lelio Falconieri nahm am Konklave 1644 teil, an dem Innozenz X. zum Papst gewählt wurde. Als Legat in Bologna erkrankte er schwerwiegend in Florenz und wollte nach Rom zurückkehren.
Auf der Reise dorthin starb er am 14. Dezember 1648 in Viterbo. Sein Leichnam wurde nach Rom überführt und in der Kirche San Giovanni dei Fiorentini beigesetzt.